# Erlöserkirche (Empfertshausen)

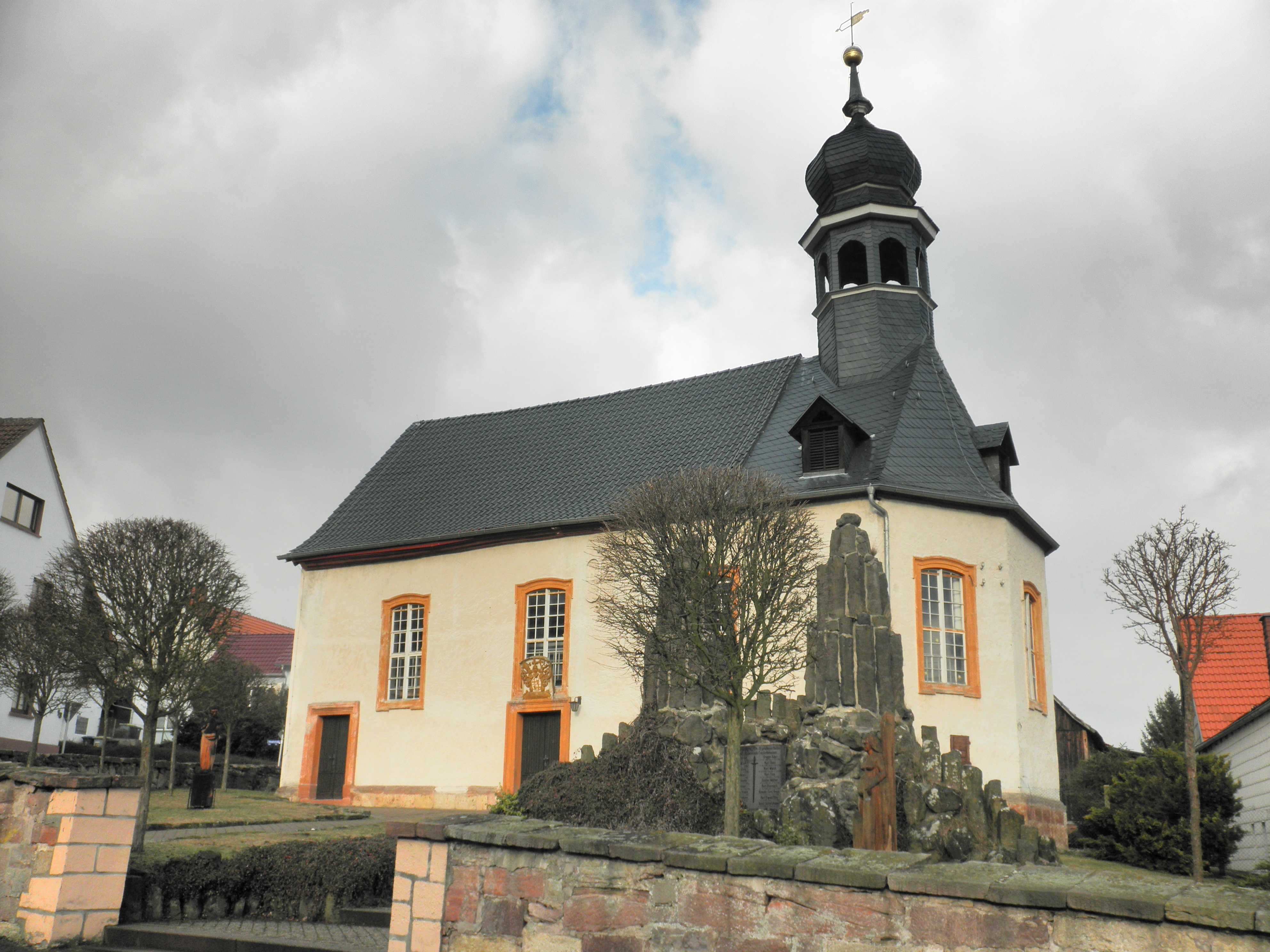
Die Dorfkirche

Die  Erlöserkirche ist die evangelisch-lutherische Pfarrkirche der Gemeinde Empfertshausen im Wartburgkreis in Thüringen.

## Architektur und Ausstattung
Die Dorfkirche ist aus Steinen gebaut. Die einzigen Merkmale sind die verkröpften Umrahmungen an den Fenstern. Der Turm, der erst 1776 gebaut wurde, steht an der Ostseite und ist ein achteckiger Dachreiter aus Holzfachwerk mit Laterne, die von einer welschen Haube umgeben ist. An der Spitze befindet sich die Wetterfahne mit Knopf und der Jahreszahl 1719.
Innen befinden sich zwei mit Laubsägearbeiten verzierte Emporen. Der Altarraum ist durch den Triumphbogen vom Hauptraum getrennt. Dort befindet sich auch die Orgelempore. Das gespendete Kreuz hängt würdevoll über dem Altar.

## Geschichte
Die Kirche wurde im Jahr 1719 unter dem Fuldaer Fürstabt Konstantin von Buttlar errichtet. Deshalb befindet sich auch sein Wappen auf dem Steinrelief schräg über der Tür der Südseite.
1992 erfolgte die Dacheindeckung. Der Einbau einer Bankheizung wurde realisiert. 2001 wurde die Westgiebelwand verputzt.
Ab 1. Juli 1999 wurden die Kirchspiele Empfertshausen und Neidhartshausen zusammengelegt.